# Raffaello de Banfield
Raffaello de Banfield, eigentlich Raphael Douglas Baron von Banfield Tripcovich (* 2. Juni 1922 in Newcastle-upon-Tyne; † 7. Januar 2008 in Rive d’Arcano bei Triest) war ein italienischer Komponist.

## Leben
Raffaello de Banfield war der Sohn des berühmten österreichisch-ungarischen Marinefliegers Gottfried von Banfield und der aus Triest stammenden Gräfin Maria Tripcovich, die sich 1920 in England niedergelassen hatten.
Raffaello de Banfield besuchte das Schweizer Internat „Lyceum Alpinum Zuoz“, das Lyzeum „Dante Alighieri“ in Triest, die Universität Bologna und das von Gian Francesco Malipiero geleitete Konservatorium Benedetto Marcello in Venedig und studierte von 1946 bis 1949 Komposition am Nationalkonservatorium unter Leitung von Henri Busser bei Nadia Boulanger in Paris. In diesen Jahren traf er Herbert von Karajan, mit dem er lebenslang befreundet war, sowie Künstler wie Pablo Picasso, Jean Cocteau und Francis Poulenc. 1949 lernte er über die Malerin Leonor Fini den Choreografen und Balletttänzer Roland Petit kennen; daraus wurde das 1949 erstmals in London uraufgeführte Ballett „Le combat“. Das Stück wurde zwischen 1959 und 1973 39 Mal in der Choreografie von Dimitrije Parlic an der Wiener Staatsoper aufgeführt.  Nach Wanderjahren durch Italien, Frankreich, England und den Vereinigten Staaten, wo er über zehn Jahre lebte, war er von 1972 bis 1996 Leiter des Teatro Giuseppe Verdi in Triest, deren Opernhaus er umfangreich renovierte und modernisierte. Von 1978 bis 1986 war er Leiter des „Festival dei due mondi“ in Spoleto.
Raffaello de Banfield erhielt zahlreiche Ehrungen und Auszeichnungen, so war er Großoffizier des Verdienstordens der Italienischen Republik. 1994 wurde er durch François Mitterrand zum Großoffizier  der Ehrenlegion ernannt.
Er war seit dem 27. Dezember 1986 mit Maria delle Grazie dei Conti Brandolini d’Adda (* 1923) verheiratet. Die Ehe blieb kinderlos; Brandolini d’Adda hat aus ihrer ersten Ehe mit Conte Leonardo Arrivabene Valenti Gonzaga drei Kinder.

## Werke (Auswahl)
- Le combat, Ballet, Uraufführung 1949 in London
- Una lettera d’amore di Lord Byron („Ein Liebesbrief von Lord Byron“ von Tennessee Williams), Uraufführung 1955 in New Orleans
- Colloquio col Tango ossìa La Formica („Unterhaltung beim Tango oder Die Ameise“ von C. Terron), Uraufführung 1959 in Como
- Alissa, Uraufführung 1965 in Genf

## Nachweise
1. ↑  Raphael Douglas, Baron von Banfield auf thepeerage.com, abgerufen am 11. September 2016.

| Personendaten    | Personendaten                                  |
| ---------------- | ---------------------------------------------- |
| NAME             | Banfield, Raffaello de                         |
| ALTERNATIVNAMEN  | Banfield Tripcovich, Raphael Douglas Baron von |
| KURZBESCHREIBUNG | britischer Komponist                           |
| GEBURTSDATUM     | 2. Juni 1922                                   |
| GEBURTSORT       | Newcastle-upon-Tyne, England                   |
| STERBEDATUM      | 7. Januar 2008                                 |
| STERBEORT        | Rive d’Arcano bei Triest, Italien              |